# Japan Agency for Marine Earth Science and Technology

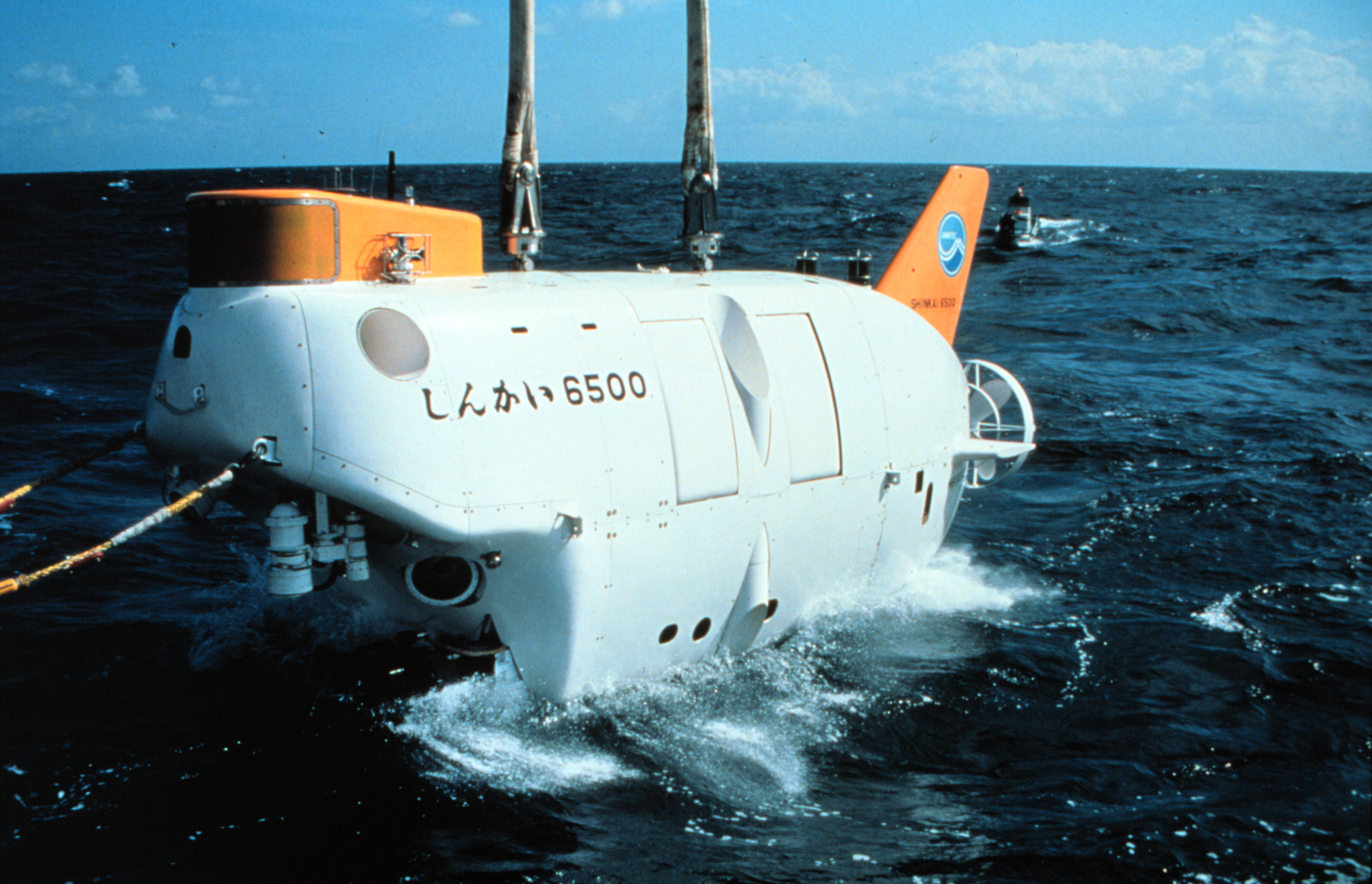
Bemanntes Forschungstauchboot der JAMSTEC

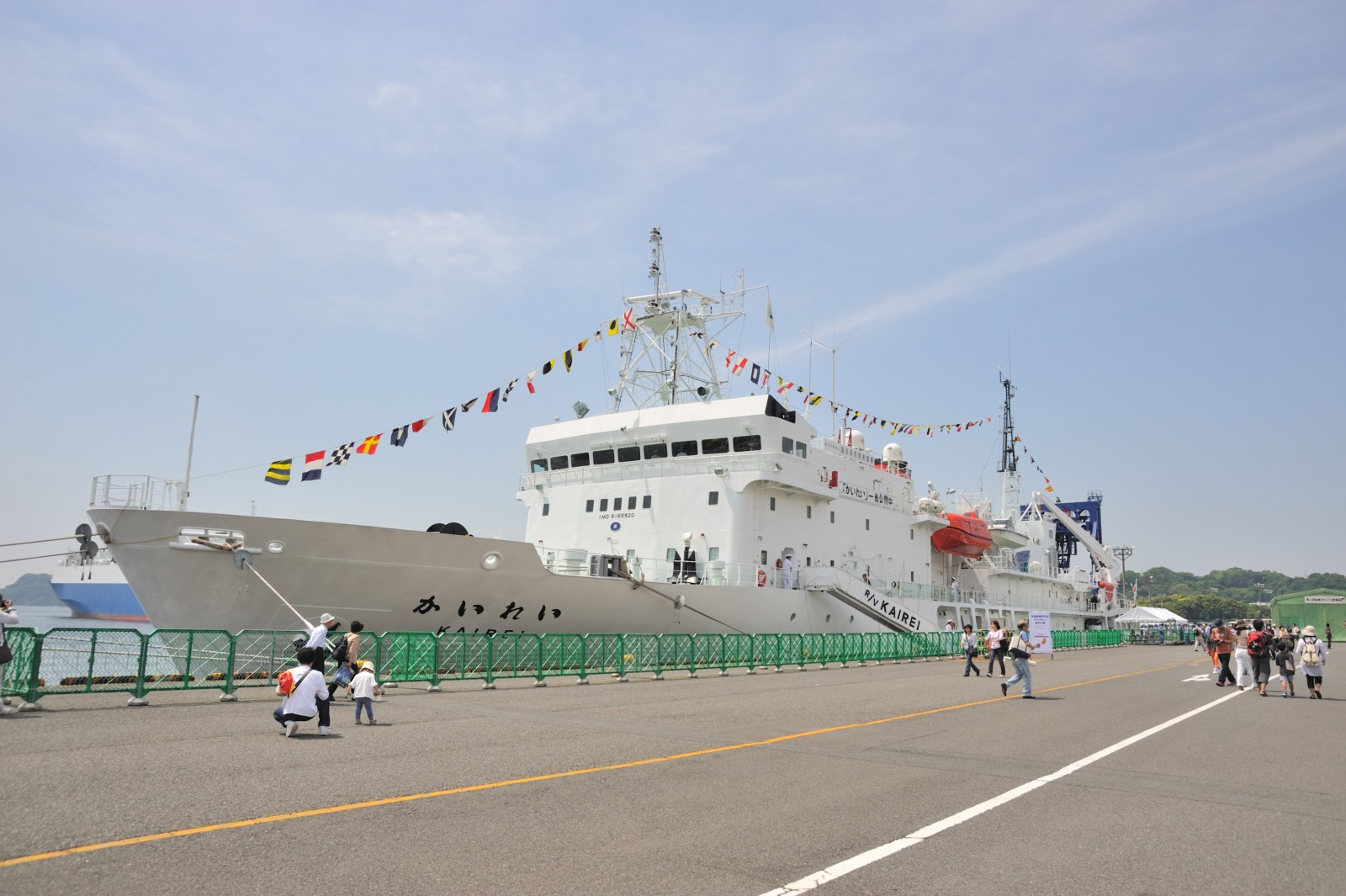
Tiefsee-Forschungsschiff Kairei

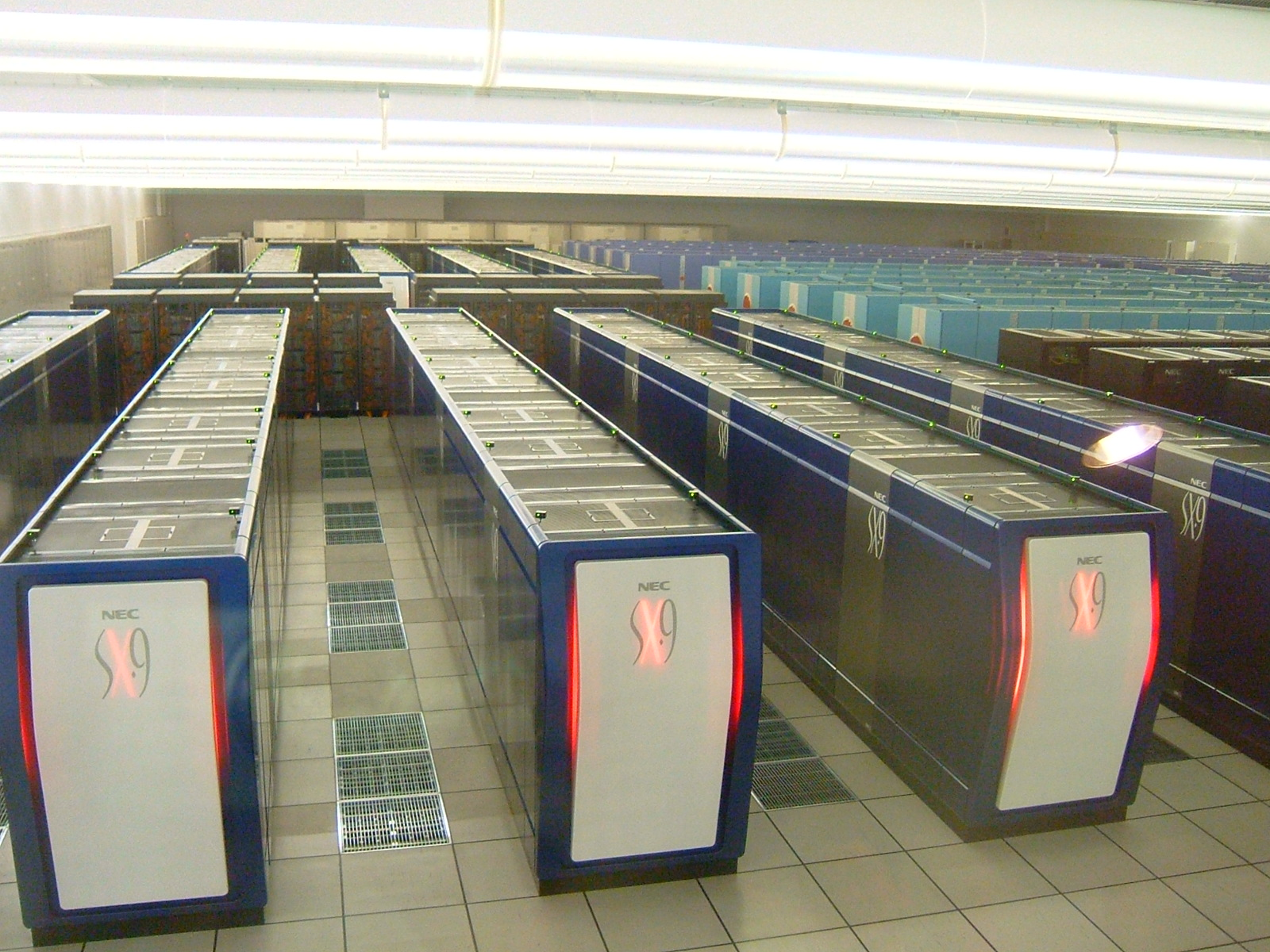
Earth Simulator ES2 (JAMSTEC Yokohama Institute for Earth Sciences)

Bei der Japan Agency for Marine Earth Science and Technology (JAMSTEC; japanisch 海洋研究開発機構, kaiyō kenkyū kaihatsu kikō, dt. „ozeanische Forschungs- und Entwicklungsorganisation“) handelt es sich um eine Selbstverwaltungskörperschaft (dokuritsu gyōsei hōjin) für Geologie und Ozeanologie mit Sitz in Yokosuka. Sie ging 2004 aus der Vorgängereinrichtung, dem Japan Marine Science and Technology Center hervor. Die Hauptaufgabe der Anstalt liegt in der Förderung wissenschaftlicher Forschung im Bereich der Ozeanologie und Meerestechnik. Die besondere Fürsorge gilt dabei der Fortschrittserzielung in der Grundlagenforschung sowie der Verbesserung und dem Ausbau mariner Entwicklungspotentiale. Diese Unterstützung verknüpft sich mit der Geisteshaltung der Sicherung des Weltfriedens und des menschlichen Wohlergehens.
Eingebettet sind diese Förderungen in weltweit operierende Überwachungsstrategien, wie beispielsweise die der Japan ARGO, einem UNESCO-Projekt der World Meteorological Organization (WMO). Mittels hoch auflösender Techniken werden Echtzeitanalysen der Forschungsobjekte betrieben. Weitere Projekte sind u. a. Climate Variability & Predictability (CLIVAR) oder das Global Earth Observing System of Systems (GEOSS) der Group on Earth Observation (GEO). Diese erforschen den Klimawandel (globale Erwärmung) und die Vorhersehbarkeit von Natur- und Meereskatastrophen in internationalen Kooperationen, auch mit Hilfe von Erdbeobachtungssatelliten wie dem argentinischen SAC-D.
Das Amt unterhielt Tiefsee-Datenbanksysteme, Benthal-Kameras und Tiefseebildersammlungen.